# Simulium rendalense
Simulium rendalense är en tvåvingeart som först beskrevs av Golini 1975.  Simulium rendalense ingår i släktet Simulium och familjen knott.
Artens utbredningsområde är Norge. Arten är reproducerande i Sverige. Inga underarter finns listade i Catalogue of Life.